# Eine venezianische Nacht
Eine venezianische Nacht, auch Eine venetianische Nacht oder Venezianische Nacht genannt, ist ein 1913 gedrehter deutscher Stummfilm von Max Reinhardt.

## Handlung
Im Mittelpunkt des Geschehens steht der deutsche Bildungsreisende cand. phil. Anselmus Aselmeyer. Dieser wird bei seiner Ankunft in Venedig von dem skurrilen Hausdiener Pipistrello abgefangen und in die Herberge seines Arbeitgebers geleitet. Dort wird Aselmeyer Zeuge der Hochzeit des korpulenten Ölhändlers Mestre Mangiabene mit der Marchesina dei Bisognosi. Diese schöne, junge aber verarmte Adelige liebt wiederum jemand Anderen, einen jungen Offizier.
Diese Erlebnisse mitsamt ihren Protagonisten begegnen dem jungen Studiosus in der folgenden Nacht als wüster Albtraum mit Liebe und Leidenschaft, Eifersucht und Mord als zentralen Ingredienzen. Da erscheint ihm etwa der junge Offizier, der von Pipistrello erstochen wird, als dieser sich der Marchesina nähert. Als die Braut ihn, den jungen Deutschen, um Hilfe bittet, die Leiche des Geliebten im Wasser zu versenken, ist es der unheimliche, fratzenhafte Hausknecht Pipistrello, der, wie ein Derwisch in affenartigen Bewegungen um ihn herumtanzend, den Toten in vierfacher Ausführung wieder auferstehen lässt. Zu allem Unglück muss sich dann Aselmeyer auch noch in vier Duellen mit diesem Offizier-Homunculus messen.
Anselmus Aselmeyer ist derart tief in seinem nicht enden wollenden Alptraum gefangen, dass er nicht bemerkt, wie der völlig betrunkene Bräutigam kurzerhand gleich neben ihm auf seinem Herbergsbett abgeladen wird. Von der vergangenen Nacht schwer in Mitleidenschaft gezogen, flieht Anselmus daraufhin am nächsten Morgen Hals über Kopf aus der unheimlichen Herberge. Sein letzter Blick fällt auf eine vorüberziehende Gondel. An Bord: Braut, Bräutigam und der junge Offizier.

## Produktionsnotizen
Eine venezianische Nacht wurde im Frühjahr 1913 in Venedig gedreht und besaß vier Akte. Die Studioaufnahmen entstanden im Union-Atelier in Berlin-Tempelhof. Der Film wurde gestaltet nach Karl Vollmoellers Pantomime „Venezianische Abenteuer eines jungen Mannes“.
Die Spieldauer betrug etwa eine Stunde. Der Film passierte die Filmzensur am 17. Juni 1914, wurde aber bereits am 16. April 1914 im Unions-Palast Kurfürstendamm im Rahmen einer Pressevorführung uraufgeführt. Kurz darauf fand der Film auch seine Premiere in den USA.
Theaterschauspieler Alfred Abel, der den Anselmus spielte, gab hier sein Filmdebüt. Carl Wilhelm diente Reinhardt in Venedig als Regieassistent. Manche Quellen benennen Karl Freund als weiteren Kameramann neben Friedrich Weinmann.
Obwohl vor Die Insel der Seligen gedreht, wurde Eine venezianische Nacht von der produzierenden PAGU jedoch als zweiter Max-Reinhardt-Film in die Kinos gebracht. Zuvor hatte es einige Zensurprobleme gegeben.

## Kritiken
Die zeitgenössische wie die Nachkriegskritik kam bei der Bewertung des Films zu recht unterschiedlichen Auffassungen:
In Der Kinematograph war in der Ausgabe Nr. 382 vom 22. April 1914 folgendes zu lesen: „Nachdem der erste Max Reinhardt-Film der Union, „Die Insel der Seligen“, die an ihn geknüpften Erwartungen leider nicht ganz erfüllt hatte, sah man mit um so grösserer Spannung dem zweiten Werke der Serie entgegen. Karl Vollmöllers „Venezianische Nacht“ gilt als ein Kabinettstück Reinhardtscher Regiekunst und schien auch, da sie die Entfaltung aller möglichen szenischen Effekte gestattete, von vornherein für den Kinematograph trefflich geeignet zu sein. Rechnet man hinzu, dass hervorragende Künstler vom Deutschen Theater die Rollen übernahmen, dass die Aufnahme in Venedig selbst stattfand und dass überhaupt keine Kosten gescheut wurden, um dem eigenartigen Werke ein würdiges Gewand zu geben, so durfte man wohl ein ganz hervorragendes Meisterwerk moderner Lichtbildkunst erwarten. Freilich – was so unter Fachleuten des Films durchgesickert war, eröffnete ihm trotzdem keine allzu glänzenden Perspektiven; man behauptete sogar, dass Reinhardt als Filmregisseur vollständig versagt habe. [...] Die Szenen, die Stimmungsbilder von Venedig bringen, sind zum Teil wunderbar gelungen (wie die Fahrt nach der Toteninsel und der mitternächtige Spuk auf ihr), aber sie sind zu nebensächlich behandelt, zu selten. Man hat diese gerade für die Regie bezeichnende und hochinteressante Aufgabe in drei, vier Szenen bewältigt; das ist schade – nach den gebotenen Proben hätte man das vierfache Quantum gewünscht..... Im übrigen spielt die Handlung fast ausschliesslich in einem Venezianischen Gasthaus, und wenn auch hier die Regie viel Feinheiten entfalten und manche Proben ihres guten Geschmacks ablegen konnte, so ist doch eben ihr Wirkungsfeld ein recht beschränktes. – Ein ganz besonderes Lob aber gebührt der Darstellung der Schauspieler vom Deutschen Theater. An erster Stelle ist hier Maria Carmi zu nennen. die in ihrer Rolle als Braut ein faszinierendes Spiel bot, an dem man die meisterhafte Technik ebensosehr bewundern kann, als die Tiefe der Empfindung und die Entfaltung künstlerischen Temperaments [...] Und fasst man alle Eindrücke des Abends zu einer Definition des Films zusammen, so gelangt man wieder zu dem Urteil: ein wahres Kunstwerk, das Beifall und Widerspruch erwecken kann, aber niemals Gleichgültigkeit aufkommen lässt.“
In der Lichtbild-Bühne heißt es in der Ausgabe 18 vom 18. April 1914: „Professor Max Reinhardt, man kann trotz seiner Künstler-Popularität sagen, das enfant terrible der Filmbranche, hat uns das heitere Flimmerspiel „Die Insel der Seligen“ geschenkt; diesem Erstlingswerk ging aber sein Gesellenstück voraus „Eine venezianische Nacht“, das endlich nach Jahresfrist vorsichtig an die Öffentlichkeit gebracht wurde. Nach jenem Prinzip, wonach eine gute Sache immer teuer ist, hat die „Union“ diesen nächtlich-geheimnisvollen Spuk für à Person 3 Mark herausgebracht. Ein übervoll ausverkauftes Haus wollte nun in dieser Preislage den pikanten Genuß eines eventuellen Theaterskandals erleben, denn über die vielen kleinen technischen und künstlerischen Indiskretionen, die während der Kurbeltätigkeit schon damals aus Venedig zu uns drangen, ist viel fachmännisch gelächelt worden. Der Film stieg also mit einer gewissen Spannung und 28 Mann Musik aus der Versenkung und hat – gefallen, denn das vorzügliche Spiel der Darsteller rettete die unnütz als zweifelhaft betrachtete Film-Novität. Ein glänzendes Spiel bot Maria Carmi, die Frau des Verfassers Karl Vollmöller, und der Aufnahme-Operateur hat viel Stimmungsmalerei in manche Scenen hineingekurbelt, wenn auch sehr oft die Wirkung des Films durch stark bemerkbare Schleierbildung litt. Alles in allem kann man aber wohl sagen, daß die geistvolle und eigenartige Handlung ungemein fesselte. Wir freuen uns, konstatieren zu können, daß der Film trotz des schlechten Rufes, der ihm voraus ging, unbedingt als ein guter zu bezeichnen ist.“
In der Union-Theater-Zeitung konnte man in der Ausgabe 16 am 17. April 1914 lesen: „Der größte aller lebenden Regisseure, Professor Max Reinhardt, der Direktor des Deutschen Theaters, gibt auch in seinem zweiten, für die P.A.G. „Union“ inszenierten Film, ein Meisterwerk. Der erste – „Die Insel der Seligen“ – ist wohl noch in aller Erinnerung. Die Farbenwelt Bücklins feierte Auferstehung in dieser Szenenreihe, die erfüllt war von dem Zauber südlicher Fernen. Auch der zweite Max-Reinhardt-Film spielt in Italien; über die Lagunenstadt lacht eine tiefblaue Sommernacht, aus dunkeln Gondeln dringt weiche Musik, schlanke Gestalten eilen über leichte Brücken.... eine Nacht in Venedig. Venetianische Nacht... Das Abenteuer eines jungen Mannes ist hier meisterlich gestaltet. Der romantische Träumer, ein deutscher Jüngling mit sehnsuchtsvollen Augen, gerät in den Zauber der Venetianischen Nacht. Was er erlebt, ist nicht Wirklichkeit. Aber es wirkt wie ein reales Geschehnis. Die Bilder des Traumes schließen sich zu einer Kette. Und wenn der Jüngling erwacht, dann atmet er befreit auf. Es ist nichts geschehen... Nur der dicke Herr aus Mestri liegt quer über dem Bett. Die Szenerie ist eine Idylle; die Handlung aber eine Groteske. [...] Dieses Spiel stammt von Karl Vollmöller. Die Darstellung tragen die Mitglieder des Deutschen Theaters. Maria Carmi, die schöne Frau des Dichters, ist die schlanke, verführerische Braut, Joseph Klein ihr dicker Bräutigam aus Mestri. Dem jungen Fremden gibt Alfred Abel allen romantischen Zauber deutscher Träumerei. Ernst Matray aber ist als Pipinello von einer fabelhaften Gelenkigkeit und von trockener Komik. Auch die kleineren Rollen sind mit bekannten Künstlern besetzt. So stehen wir hier vor einem prächtigen Werk, in dem die lockende Musik des Südens erklingt.“
Reclams Filmführer schreibt: „Reinhardt nannte diesen Film, den er mit dem Ensemble seines Theaters drehte, im Untertitel „Ein mimisches Theater“. Tatsächlich fällt aber eher die Betonung der Pantomime auf. An einigen Stellen gelangen stimmungsvolle Szenen und Sequenzen, aber es überwiegt doch die Mittelmäßigkeit. Die Übersetzung der auf der Bühne erfolgreichen Vorlage in die filmische Form blieb unbefriedigend.“
In Jerzy Toeplitz Geschichte des Films heißt es: „Der Film fand sowohl beim Publikum als auch bei der Kritik recht kühle Aufnahme. Die stark an Böcklin erinnernde filmische Umsetzung stieß den Zuschauer durch ihre Künstlichkeit ab. Die Außenaufnahmen, die in Marina Massa in der Nähe von Carrara gemacht wurden, fügten sich nicht zu den Atelieraufnahmen und dem Stil der schauspielerischen Spiels, das vom Regisseur in der Art einer Ballettaufführung gehalten wurde. Reinhardt hatte die Stilisierungskonzeption des Theaters mechanisch auf den Film übertragen, er vermochte oder wollte auch nicht die Ausdrucksmittel des Films schöpferisch verwerten.“